# ستاری گلوگ
ستاری گلوگ (به صربی: Stari Glog) یک منطقهٔ مسکونی در صربستان است که در ناحیه پچینیا واقع شده‌است. ستاری گلوگ ۴۴ نفر جمعیت دارد.